# Ander Yoldi
Ander Yoldi Aizagar, (Pamplona, 9 de septiembre de 2000), más conocido como Ander Yoldi, es un futbolista español que juega de extremo izquierdo en el Club Atlético Osasuna de la Primera División de España.

## Carrera deportiva
Yoldi comenzó su carrera deportiva en las categorías inferiores del CA Osasuna. 
En la temporada 2019-20, tras acabar su etapa juvenil, se incorpora al CD Pamplona de la Tercera División de España. 
En la temporada 2020-21, firma por la UD Mutilvera de la Segunda División B de España, donde jugaría 22 partidos en los que anota cuatro goles y dos partidos de Copa del Rey.
El 28 de mayo de 2021, firma por el Osasuna Promesas de la Segunda División RFEF.
En la temporada 2021-22, disputaría solo 5 partidos en los que anotaría un gol debido a una rotura del ligamento cruzado. Con el filial osasunista lograría el ascenso a la Primera División RFEF.
El 8 de agosto de 2024, se anuncia su cesión por una temporada al Córdoba C.F. de la Segunda división de España.

## Clubes
| Club                  | País   | Año       | Liga          | Partidos | Goles |
| --------------------- | ------ | --------- | ------------- | -------- | ----- |
| C.D. Pamplona         | España | 2019-2020 | 3.ª           | 31       | 7     |
| U.D. Mutilvera        | España | 2020-2021 | 2ªB           | 25       | 4     |
| C.A. Osasuna B        | España | 2021-2024 | 2ªRFEF/1ªRFEF | 76       | 20    |
| C.A. Osasuna          | España | 2024-     | 1.ª           | 0        | 0     |
| Córdoba C.F. (Cedido) | España | 2024-2025 | 2.ª           | 39       | 3     |